# Pseudochromis leucorhynchus
Pseudochromis leucorhynchus, thường được gọi là cá đạm bì mõm trắng, là một loài cá biển thuộc chi Pseudochromis trong họ Cá đạm bì. Loài này được mô tả lần đầu tiên vào năm 1977.

## Phân bố và môi trường sống
P. leucorhynchus phân bố ở phía tây Ấn Độ Dương, được tìm thấy từ vùng biển phía nam Oman, men theo bờ biển Đông Phi trải dài về phía nam đến Somalia và miền bắc Kenya, bao gồm cả quần đảo Socotra. P. leucorhynchus thường sống xung quanh những khu vực có nhiều rạn san hô hoặc những mỏm đá ngầm ở gần bờ, ở độ sâu khá cạn, khoảng 1 – 8 m.

## Mô tả
P. leucorhynchus trưởng thành dài khoảng 9 cm. P. leucorhynchus trưởng thành có thân màu nâu sẫm hoặc vàng hơi nâu. Vảy có viền màu đỏ cam. Hai bên mõm có sọc đen kéo dài băng qua mắt; phần sọc ngay mũi có viền trắng, trải rộng đến môi trên. Nắp mang có đốm đen viền vàng.
Số gai ở vây lưng: 3; Số vây tia mềm ở vây lưng: 28 - 32; Số gai ở vây hậu môn: 3; Số vây tia mềm ở vây hậu môn: 17 - 20; Số vây tia mềm ở vây ngực: 17 - 18; Số gai ở vây bụng: 1; Số vây tia mềm ở vây bụng: 5.
Thức ăn của P. leucorhynchus có lẽ là rong tảo và các sinh vật phù du nhỏ. Thường sống đơn độc hoặc thành đôi vào mùa sinh sản. Không rõ P. leucorhynchus có được đánh bắt để phục vụ cho ngành thương mại cá cảnh hay không.